# Olympische Sommerspiele 1992/Teilnehmer (Guam)
| Gelbes Symbol für Goldmedaillen mit stilisierten Olympischen Ringen | Graues Symbol für Silbermedaillen mit stilisierten Olympischen Ringen | Braundes Symbol für Bronzemedaillen mit stilisierten Olympischen Ringen |
| ------------------------------------------------------------------- | --------------------------------------------------------------------- | ----------------------------------------------------------------------- |
| —                                                                   | —                                                                     | —                                                                       |

Guam nahm an den Olympischen Sommerspielen 1992 in Barcelona, Spanien, mit einer Delegation von 22 Sportlern (16 Männer und sechs Frauen) teil. Bis heute haben nie mehr Sportler für Guam teilgenommen.

## Teilnehmer nach Sportarten

### Bogenschießen
- Luis Cabral
Einzel: 72. Platz

### Gewichtheben
- Edgar Molinos
Mittelgewicht: 30. Platz

### Judo
- Atef Hussain
Schwergewicht: 13. Platz

- Erin Lum
Frauen, Mittelgewicht: 13. Platz

### Leichtathletik
- Richard Bentley
400 Meter Hürden: Vorläufe

- Jen Allred
Frauen, Marathon: 36. Platz

### Radsport
- Jazy Garcia
Straßenrennen: Rennen nicht beendet
Mannschaftszeitfahren: 25. Platz
4000 Meter Mannschaftsverfolgung: 20. Platz

- Manuel García
Straßenrennen: Rennen nicht beendet
Mannschaftszeitfahren: 25. Platz
4000 Meter Einzelverfolgung: 24. Platz
4000 Meter Mannschaftsverfolgung: 20. Platz

- Martin Santos
Straßenrennen: Rennen nicht beendet
Mannschaftszeitfahren: 25. Platz
4000 Meter Mannschaftsverfolgung: 20. Platz

- Wil Yamamoto
Mannschaftszeitfahren: 25. Platz

- Andrew Martin
4000 Meter Mannschaftsverfolgung: 20. Platz

- Margaret Bean
Frauen, Straßenrennen: 52. Platz
Frauen, 3000 Meter Einzelverfolgung: In der Qualifikation ausgeschieden

### Ringen
- Vincent Pangelinan
Halbfliegengewicht, Freistil: in der 2. Runde ausgeschieden

### Schwimmen
- Patrick Sagisi
50 Meter Freistil: 52. Platz
100 Meter Freistil: 55. Platz
100 Meter Rücken: 46. Platz
100 Meter Schmetterling: 49. Platz
4 × 100 Meter Freistil: 13. Platz
4 × 100 Meter Lagen: 21. Platz

- Adrián Romero
50 Meter Freistil: 54. Platz
100 Meter Freistil: 59. Platz
4 × 100 Meter Freistil: 13. Platz
4 × 100 Meter Lagen: 21. Platz

- Frank Flores
200 Meter Freistil: 50. Platz
4 × 100 Meter Freistil: 13. Platz

- Ray Flores
4 × 100 Meter Freistil: 13. Platz
100 Meter Schmetterling: 62. Platz
4 × 100 Meter Lagen: 21. Platz

- Glenn Diaz
100 Meter Brust: 51. Platz
200 Meter Brust: 46. Platz
4 × 100 Meter Lagen: 21. Platz

- Tammie Kaae
Frauen, 100 Meter Brust: 32. Platz
Frauen, 200 Meter Lagen: 42. Platz

- Barbara Pexa
Frauen, 100 Meter Brust: 37. Platz
Frauen, 200 Meter Brust: 36. Platz

### Segeln
- Jan Iriarte
Windsurfen: 41. Platz

- Linda Yeomans
Frauen, Windsurfen: 21. Platz